# 영구와 땡칠이 2
"영구와 땡칠이 2 - 소림사 가다"(영구와 땡칠이 소림사 가다: Yong-Gu And Taeng-Chiri Go To Sorim Temple)는 한국에서 제작된 남기남 감독의 1989년 가족, 모험, 액션, 코미디 영화이다. 심형래 등이 주연으로 출연하였고 정욱 등이 제작에 참여하였다.

## 출연

### 주연
- 심형래
- 문수인

### 조연
- 민복기
- 김하림
- 이수연
- 박동룡
- 박중길
- 조학자
- 장동일
- 김기범
- 주상호
- 석인수
- 이석구
- 최충길
- 조향민
- 오성우
- 이광수
- 윤시영
- 황동섭
- 김영경
- 김영호

## 기타
- 제작부장: 허강식
- 제작진행: 임송천
- 촬영부: 이종영
- 촬영부: 허봉완
- 촬영부: 한학수
- 조명: 조길수
- 조명부: 이주생
- 조명부: 이성호
- 조명부: 추인식
- 조명부: 김경선
- 조명부: 박효훈
- 스틸: 노기흘
- 조연출: 김현미
- 조연출: 김동준
- 조연출: 송윤섭
- 녹음: 이성근
- 녹음: 김병수
- 미술: 김유순
- 미용: 신은영
- 분장: 송일근
- 의상: 이해윤
- 애니메이션: 김장수
- 애니메이션: 현상민
- 작화: 이학빈
- 작화: 김용호
- 작화: 이광백
- 작화: 심상일
- 작화: 이범길
- 작화: 이재희
- 작화: 홍영덕
- 동화: 정연선
- 동화: 구영희
- 동화: 김윤례
- 무술연출: 왕룡
- 애니메이션연출: 황정렬
- 소품: 이원우
- 진행: 정미
- 효과: 양대호